# 哈基姆 (称号)
哈基姆，和两个阿拉伯语称谓的汉语译称，两者皆由闪米特语族词根Ḥ-K-M“任命、选择、判断”派生，相似的有希伯来语称谓hakham。

## Hakīm
“Hakīm”（阿拉伯语：‎）表示“智者”或“医生”，通常指草药医生，尤其是尤那尼医学的医生，如：Hakim Ajmal Khan、Hakim Said、Hakim Syed Zillur Rahman等。该称谓是“真主的九十九個尊名”之一。

## Hākim
Hākim（阿拉伯语：‎，也转写为“Hakem”）表示“统治者”、“管理者”、“法官”等。正如很多的头衔，它常作为个人姓名的一部分出现。

### 在阿拉伯国家
- 在黎巴嫩，1516年–1842年，埃米尔的完整称号是“al-Amir al-Hakim”。

### 此外
与其他称谓一样，出现在个人姓名中的该词也可能没有任何高尚的或政治的含义。